# Zweikammersystem

Staaten mit Einkammersystem
Staaten mit Einkammersystem und Beratungsorgan
Staaten mit Zweikammersystem
Staaten ohne Parlament mit Gesetzgebungsgewalt
Keine Daten verfügbar

In einem Zweikammersystem hat das Parlament zwei Kammern, es wird auch als Bikameralismus bezeichnet. in so einem Zweikammerparlament werden die Mitglieder auf unterschiedliche Weise gewählt, in vielen Fällen sind die Kammern nicht ganz gleichberechtigt an der Gesetzgebung beteiligt. Je nach Land haben die zwei Kammern spezifische Namen, beispielsweise wird die regionale Vertretung oft als Senat bezeichnet.
Historisch gab es in vielen Monarchien eine Kammer als Vertretung der Oberschicht, oft als Oberhaus bezeichnet, und ein Unterhaus.

## Geschichte
Vorläufer des heutigen Bikameralismus sind bereits in den politischen Systemen der Antike zu finden. Diese politischen Systeme kannten aber keine Gewaltenteilung nach heutigem Maßstab. Die Volksversammlungen besaßen nur begrenzte Kompetenzen. Die für den späteren Verlauf bedeutsamste Kompetenz war die Beratungsfunktion. Diese Funktion wird deshalb im Schrifttum als Vorläufer des heutigen Bikameralismus charakterisiert.
Das Zweikammersystem entspringt der Tradition der Teilhabe aller Gesellschaftsschichten am politischen Entscheidungsprozess (politische Partizipation). Es wirkt insbesondere in föderalen Staaten als zusätzliches Element der Gewaltenteilung. Das bedeutet, dass durch die zweiten Kammern die Gliedstaaten in föderalen Staaten an der Gesetzgebung und damit an der Willens- und Entscheidungsbildung des Gesamtstaates beteiligt sind. Die genaue Ausgestaltung der Kompetenzen der zweiten Kammer sowie deren Repräsentations- und Legitimationsgrundlage ist in den Ländern recht unterschiedlich. Vor diesem Hintergrund nehmen die zweiten Kammern verschiedene Rollen wahr.
Während frühere bikamerale Strukturen nur auf das Prinzip der Teilhabe aller Gesellschaftsschichten beruhten, kam mit der Entwicklung von Parteien ein weiteres Element hinzu, das das Verhalten der beiden Kammern im Gesetzgebungsprozess nachhaltig veränderte. In föderalen und weniger in unitarisierten Staaten existiert deshalb ein interkamerales Verhandeln zwischen beiden gesetzgebenden Körperschaften, um den Gesetzgebungsprozess nicht zu behindern. Auch in diesem Punkt etablierten die Länder mit Blick auf die unterschiedliche Rollenwahrnehmung der jeweiligen zweiten Kammer verschiedene Konfliktlösungsmechanismen – in Deutschland übernimmt diese Funktion der Vermittlungsausschuss zwischen Bundestag (erste Kammer – Repräsentation des Volkes) und Bundesrat (zweite Kammer – Repräsentation der Gliedstaaten).

### Ursprung des Zweikammersystems: England im Mittelalter
Die Anfänge des heutigen Bikameralismus finden sich im England des 13. und 14. Jahrhunderts. Die Entstehung des englischen Zweikammersystems wird im Allgemeinen mit der Magna Charta im Jahre 1215 in Verbindung gebracht.
Davon ausgehend erreichte die Entwicklung ihren vorläufigen Höhepunkt Mitte des 14. Jahrhunderts, als sich das vormals vom Adel beherrschte Parlament in zwei Kammern, Oberhaus und Unterhaus, aufteilte. Diese Aufteilung hat bis heute Bestand und ist ein Kennzeichen des britischen Parlamentarismus. Während das Oberhaus den Adel repräsentiert, ist das Volk im Unterhaus vertreten.
Seit dieser Aufteilung in zwei Kammern spricht das Schrifttum von der ersten Erscheinung des Zweikammersystems nach heutiger Definition. Zwar knüpfte man an die antiken Vorläufer an. Mit der Ausdehnung der Gesetzgebungstätigkeit des englischen Staates kristallisierten sich allerdings neue Konflikte heraus. Der Gesetzgebungsprozess war auf alle drei Organe aufgeteilt: Das Oberhaus stellte das aristokratische, das Unterhaus das demokratische und der König mit seiner Vetomacht in der Gesetzgebung das monarchische Element dieses miteinander verflochtenen Systems dar. Das System war auf eine ausgeglichene Balance nach dem Vorbild der Antike zwischen diesen drei Elementen aufgebaut. Es sollte aus diesem Grund eine Herrschaft von einer dieser drei Gesellschaftsschichten über die anderen zwei verhindern. Die Gewaltenteilung trug daher zu einer stabilen und zumeist konfliktfreien Entwicklung Englands bei.

### Zweikammersystem und Checks and Balances in den Vereinigten Staaten
Einige englische Kolonien in Nordamerika übernahmen nach dem Vorbild Englands bikamerale Systeme. Die wirkliche Bedeutung erlangte das Zweikammersystem gleichwohl erst mit der Verfassung der 1788 gegründeten USA. Die Diskussion über die bikameralen Strukturen der englischen Kolonien fand ihren Höhepunkt in der Debatte über die zukünftige Gestalt der USA.
Das Repräsentantenhaus und der Senat repräsentieren das Volk bzw. die Bundesstaaten. Die Zentralgewalt obliegt einer starken Exekutive mit einem Präsidenten an der Spitze. Diese drei Institutionen sind an den die US-amerikanische Verfassung durchziehenden Grundsatz der Gewaltenbeschränkung durch Gewaltenverschränkung (checks and balances) gebunden. Damit knüpfte man an die antiken Vorläufer des Bikameralismus und an die Verfassungstradition des englischen Mutterstaates an.
England als Zentralstaat und die Vereinigten Staaten als organisierter Bundesstaat gelten im Schrifttum deshalb als Musterbeispiele für die institutionelle Entwicklung bikameraler Gesetzgebung in anderen Staaten.

## Bezeichnungen
In der Politikwissenschaft wird üblicherweise die mächtigere der beiden Kammern, in der Regel die vom Volk gewählte, als die Erste Kammer bezeichnet, die weniger mächtige, in der Regel die mit föderalem oder ständischem Bezug, als Zweite Kammer. Historisch gesehen war jedoch die Volksvertretung meist die Zweite Kammer, da sie weniger angesehen und anfangs auch weniger mächtig war. So erklären sich auch die Bezeichnungen Unterhaus für die Volksvertretung und Oberhaus für die ständisch oder föderal definierte Vertretung. Im Folgenden wird die historische Variante des Begriffes benutzt, um Verwirrungen zu vermeiden.

## Funktionen der Kammern
Die Aufteilung der beiden Kammern entspricht meist einer der beiden folgenden Varianten:
- Variante mit unterschiedlicher Bedeutung der Kammern und nicht direkter Wahl der zweiten Kammer.
  - Die eine Kammer wird vom Volk gewählt und ist für die eigentliche Gesetzgebungsarbeit zuständig. Sie hat auch Einfluss auf die Regierungsbildung, wenn sie nicht sogar selbst die Regierung wählt.
  - Die Mitglieder der anderen Kammer werden in der Regel indirekt gewählt oder auch teils ernannt. Dabei wird oftmals eine föderale Struktur des Gesamtstaats berücksichtigt (Vertretung der Gliedstaaten). Historisch bedingt kann es sich aber auch um die Vertretung des Adels handeln, wie z. B. im britischen House of Lords. Diese Kammer hat oft nur wenig Einfluss auf die Gesetzgebung.

- Variante mit gleichwertiger Bedeutung der beiden Kammern – Aufteilung meist nach Bevölkerungsdichte und Vertretung der Gliedstaaten in einem föderalen politischen System; dabei haben die beiden Kammern dieselben Befugnisse, sollen aber zum einen die gewählten politischen Verhältnisse und zum anderen die einzelnen Gliedstaaten als solche repräsentieren. Damit wird verhindert, dass bevölkerungsreiche städtische Gebiete immer die kleineren ländlichen Gebiete überstimmen können; auch ist die (meist „kleine Kammer“ genannte) Gliedstaatenvertretung nicht an andere politische Strukturen (Parteizugehörigkeit der zu vertretenden Staatsregierung o. ä.) gebunden.
  - Beide Kammern werden direkt vom Volk gewählt
    - Die eine Kammer wird von den Wahlberechtigten des gesamten Staates gewählt
    - Die andere Kammer wird nach Föderationsteilen gewählt: meist hat jeder Teilstaat die gleiche Anzahl Vertreter

  - Beide Kammern müssen sämtlichen Vorlagen zustimmen, damit diese in Kraft treten können.

Viele politische Systeme mit Zweikammersystem kennen eine besondere gemeinsame Sitzung beider Kammern, zum Beispiel die Vereinigten Staaten von Amerika, die Republik Österreich, die Schweiz und die Niederlande. Eine solche Sitzung dient der Wahl oder Begrüßung eines Staatsoberhaupts oder hat außergewöhnliche Befugnisse.
Je nach Staat kann es große Unterschiede geben. In Italien spricht man von einem perfekten Bikameralismus, weil beide Kammern gleichen Einfluss auf die Gesetzgebung haben. In der Schweiz wird der Nationalrat nach Bevölkerungsanteil gebildet, im Ständerat hingegen hat jeder Kanton nur zwei Vertreter, die historischen Halbkantone nur einen. Ein ähnliches System wie in der Schweiz gilt in den USA: auch dort werden beide Kammern vom Volk gewählt, wenn auch in unterschiedlicher Weise. Die österreichische Bundesversammlung setzt sich zusammen aus dem Nationalrat und dem Bundesrat.

## Kritik
Am Zweikammersystem wird kritisiert, dass es dazu neige, flexible Politik zu verhindern. Die eine Kammer könne die andere blockieren. Dies geschieht gerade bei unterschiedlichen politischen Mehrheiten in beiden Kammern. Unter dem Aspekt der Gewaltenteilung wird dieser Blockadeeffekt allerdings auch positiv gesehen, vor allem, wenn die eine Kammer deutlich anders zusammengesetzt ist als die andere (zum Beispiel die Belange der Gliedstaaten vertritt).
Der Grad der Wahrnehmung der oben beschriebenen Funktionen von Zweikammersystemen ist daher von der Struktur des jeweiligen politischen Systems abhängig. Aufgrund der Zunahme komplizierter politischer Entscheidungsprozesse und der wachsenden Ansprüche der Gesellschaft an den Staat, werden deshalb immer häufiger bikamerale Systeme in Frage gestellt. Vor diesem Hintergrund wird einerseits die zum Teil überholte Repräsentation und die überwiegende mangelnde demokratische Legitimation und andererseits die Kompetenzen zweiter Kammern in politischen Entscheidungsprozessen kritisiert.
Zweite Kammern, die über dieselben Kompetenzen wie die erste Kammer verfügen und nicht über ausreichende Repräsentations- und Legitimationsgrundlage verfügen, sind somit lediglich Randerscheinungen eines politischen Systems. Sie können also weder eine Gewaltenteilung und Stabilisierung gewährleisten, noch die Legitimation der Politik erhöhen. Ferner können sie keine Interessenvertretung gesellschaftlicher Gruppen darstellen. Daher ist eine ausreichende Anerkennung der demokratischen Legitimation zweiter Kammern durch die Gesellschaft unablässig. Nur ein Zusammenspiel von demokratischer Legitimation, einem angemessenen Funktionsrahmen sowie einer klar definierten Stellung im politischen System kann gewährleisten, dass zweite Kammern die ihnen zugedachten Funktionen tatsächlich erfüllen können.

## Zweikammersystem in der Schweiz

### Allgemeines
Die Schweiz kannte das Zweikammersystem schon in der Helvetischen Republik. Die beiden Räte (Grosser Rat und Senat) waren aber anders als heute nicht gleichberechtigt: Der Senat schlug Gesetze vor, der Grosse Rat befand über sie. Das Zweikammersystem, wie es heute gilt, übernahm die Schweiz mit der Gründung des Bundesstaates 1848 nach amerikanischem Vorbild. Wie auch in anderen Ländern ermöglicht das Zweikammersystem in der Schweiz, dass die eine Kammer – der Nationalrat – die Gesamtbevölkerung repräsentiert, die andere Kammer – der Ständerat – hingegen die Gliedstaaten, die Kantone. Die Ständeräte werden jedoch ohne Weisung gewählt; sie haben ein freies Mandat, weshalb die Kantone, in denen die jeweiligen Ständeräte gewählt wurden, keine Möglichkeit haben, die Haltung der Abgeordneten festzulegen. Die Ständeräte sind genau wie die Nationalräte Parlamentarier des Bundes und keine juristische Vertretung der Kantone. Daher ist die landläufig vertretene Meinung, der Ständerat diene der Repräsentation der Kantone, nicht haltbar. Diese Repräsentation ist höchstens politisch bzw. symbolisch. Die Kammern haben somit eine unterschiedliche Repräsentationsfunktion: Der Nationalrat verwirklicht das demokratische Prinzip, das eine Sitzverteilung nach Bevölkerungsanzahl erfordert, während beim Ständerat das föderalistische Prinzip zu einer gleichmäßigen Verteilung der Sitze auf alle Kantone führt.
Grundsätzlich verhandeln die Eidgenössischen Räte getrennt. Die Bundesverfassung (Art. 157 BV) sieht jedoch für bestimmte Beratungsgegenstände vor, dass die beiden Räten unter Leitung des Präsidenten des Nationalrates als Vereinigte Bundesversammlung verhandeln.

### Zusammensetzung der beiden Kammern
Der Nationalrat besteht aus 200 Abgeordneten, den Nationalräten. Sie werden in den Kantonen mittels Proporzwahl gewählt. Der Ständerat besteht aus 46 Abgeordneten. Jeder Kanton sendet zwei Abgeordnete in den Ständerat aus, abgesehen von den Halbkantonen, denen jeweils einer zusteht. Der Umstand, dass alle Kantone ohne Rücksicht auf ihre Bevölkerungsanzahl gleichberechtigt im Ständerat vertreten sind, hat in der Schweiz auch schon Anlass zu Kritik gegeben. Dieser Regelung wird vorgeworfen, sie sei undemokratisch und weiche zu stark von der eigentlichen parteipolitischen Zusammensetzung des Schweizervolkes ab, da den konservativen Kräften aus den kleinen Kantonen ein zu starkes Gewicht zukomme.

### Gleichberechtigung der Kammern
Eines der zentralen Elemente des schweizerischen Zweikammersystems ist die vollumfängliche Gleichberechtigung. Sämtliche Sachkompetenzen (aufgeführt in Art. 163 ff. BV), die der Bundesversammlung zustehen, kommen beiden Räten zu. Hier unterscheidet sich die Schweiz von Deutschland, Österreich oder den USA. Der deutsche Bundesrat, die Länderkammer, ist dem Bundestag nicht gleichgestellt. Nur der Erlass bestimmter Bundesgesetze bedarf seiner Zustimmung (Art. 105 Abs. 3 GG), in den anderen Fällen kann der Bundestag selbst entscheiden. Andererseits hat er aber Kompetenzen, die dem Bundestag vorenthalten sind (vergleiche Art. 84 Abs. 2, Art. 37 GG).
National- und Ständerat sind ebenfalls bei der Beschlussfassung gleichberechtigt: Ein Beschluss der Bundesversammlung kommt nur zustande, wenn ihm beide Räte zustimmen (Art. 156 Abs. 2 BV; Art. 83 Abs. 1 ParlG). In seltenen Fällen kann es aber Beschlüsse geben, die auch bei Uneinigkeit zustande kommen müssen, weil eine Abschreibung der Vorlage keine sachgerechte Lösung wäre. Art. 156 Abs. 3 BV zählt abschliessend auf, welche Beschlüsse auch bei Uneinigkeit zustande kommen. Die Lösung dieser unterschiedlichen Fälle wurde auf Gesetzesstufe geregelt (siehe Art. 94 Abs. 3, Art. 98 Abs. 2, Art. 104 ParlG).